# Rui Nascimento
Rui de Carvalho Nascimento (Setúbal, 14 giugno 1914 – Lisbona, 3 settembre 2012) è stato un compositore di scacchi portoghese.

## Biografia
Compose prevalentemente problemi diretti, soprattutto in due mosse, ma anche di aiutomatto. 
Era uno specialista dei problemi "figurativi" o "simbolici": con questo tema ha composto lavori dedicati a varie personalità, tra cui Paganini, Einstein e Papa Giovanni Paolo II. Ideò un tema basato su matti multipli, a cui diede il nome "Margarida" in memoria di sua figlia maggiore, morta a 25 anni in un incidente stradale in Brasile.
Nel 2000 ricevette il titolo di Maestro Onorario della composizione.
Direttore per molti anni della Revista Portuguesa de Xadrez, fu redattore della sezione problemi del quotidiano Correio da Manha dal 1979 al 1991, e autore delle voci di scacchi della Grande Enciclopédia Portuguesa e Brasileira.
Fece parte del consiglio direttivo della Federazione scacchistica portoghese (Federação Portuguesa de Xadrez) e rappresentò il Portogallo nel congresso della PCCC che si tenne ad Alicante e Benidorm nel 1990.
Coltivò molti interessi al di fuori degli scacchi, tra cui la musica (era un ottimo suonatore di violino e direttore del coro Orfeão Cetóbriga) e il teatro (scrisse le operette Filtro de Amor e Cobras e Lagartos).

## Problemi d'esempio
|   | a | b | c | d | e | f | g | h |   |
| 8 | a8 alfiere del bianco · d8 re del bianco · e8 torre del bianco · e7 cavallo del nero · f7 torre del nero · b6 alfiere del bianco · c6 pedone del nero · d6 pedone del nero · e6 pedone del nero · g6 pedone del bianco · d5 re del nero · a4 torre del bianco · d4 cavallo del bianco · e4 alfiere del nero · g4 cavallo del bianco · e3 pedone del nero · d2 alfiere del nero · f2 donna del bianco | a8 alfiere del bianco · d8 re del bianco · e8 torre del bianco · e7 cavallo del nero · f7 torre del nero · b6 alfiere del bianco · c6 pedone del nero · d6 pedone del nero · e6 pedone del nero · g6 pedone del bianco · d5 re del nero · a4 torre del bianco · d4 cavallo del bianco · e4 alfiere del nero · g4 cavallo del bianco · e3 pedone del nero · d2 alfiere del nero · f2 donna del bianco | a8 alfiere del bianco · d8 re del bianco · e8 torre del bianco · e7 cavallo del nero · f7 torre del nero · b6 alfiere del bianco · c6 pedone del nero · d6 pedone del nero · e6 pedone del nero · g6 pedone del bianco · d5 re del nero · a4 torre del bianco · d4 cavallo del bianco · e4 alfiere del nero · g4 cavallo del bianco · e3 pedone del nero · d2 alfiere del nero · f2 donna del bianco | a8 alfiere del bianco · d8 re del bianco · e8 torre del bianco · e7 cavallo del nero · f7 torre del nero · b6 alfiere del bianco · c6 pedone del nero · d6 pedone del nero · e6 pedone del nero · g6 pedone del bianco · d5 re del nero · a4 torre del bianco · d4 cavallo del bianco · e4 alfiere del nero · g4 cavallo del bianco · e3 pedone del nero · d2 alfiere del nero · f2 donna del bianco | a8 alfiere del bianco · d8 re del bianco · e8 torre del bianco · e7 cavallo del nero · f7 torre del nero · b6 alfiere del bianco · c6 pedone del nero · d6 pedone del nero · e6 pedone del nero · g6 pedone del bianco · d5 re del nero · a4 torre del bianco · d4 cavallo del bianco · e4 alfiere del nero · g4 cavallo del bianco · e3 pedone del nero · d2 alfiere del nero · f2 donna del bianco | a8 alfiere del bianco · d8 re del bianco · e8 torre del bianco · e7 cavallo del nero · f7 torre del nero · b6 alfiere del bianco · c6 pedone del nero · d6 pedone del nero · e6 pedone del nero · g6 pedone del bianco · d5 re del nero · a4 torre del bianco · d4 cavallo del bianco · e4 alfiere del nero · g4 cavallo del bianco · e3 pedone del nero · d2 alfiere del nero · f2 donna del bianco | a8 alfiere del bianco · d8 re del bianco · e8 torre del bianco · e7 cavallo del nero · f7 torre del nero · b6 alfiere del bianco · c6 pedone del nero · d6 pedone del nero · e6 pedone del nero · g6 pedone del bianco · d5 re del nero · a4 torre del bianco · d4 cavallo del bianco · e4 alfiere del nero · g4 cavallo del bianco · e3 pedone del nero · d2 alfiere del nero · f2 donna del bianco | a8 alfiere del bianco · d8 re del bianco · e8 torre del bianco · e7 cavallo del nero · f7 torre del nero · b6 alfiere del bianco · c6 pedone del nero · d6 pedone del nero · e6 pedone del nero · g6 pedone del bianco · d5 re del nero · a4 torre del bianco · d4 cavallo del bianco · e4 alfiere del nero · g4 cavallo del bianco · e3 pedone del nero · d2 alfiere del nero · f2 donna del bianco | 8 |
| 7 | a8 alfiere del bianco · d8 re del bianco · e8 torre del bianco · e7 cavallo del nero · f7 torre del nero · b6 alfiere del bianco · c6 pedone del nero · d6 pedone del nero · e6 pedone del nero · g6 pedone del bianco · d5 re del nero · a4 torre del bianco · d4 cavallo del bianco · e4 alfiere del nero · g4 cavallo del bianco · e3 pedone del nero · d2 alfiere del nero · f2 donna del bianco | a8 alfiere del bianco · d8 re del bianco · e8 torre del bianco · e7 cavallo del nero · f7 torre del nero · b6 alfiere del bianco · c6 pedone del nero · d6 pedone del nero · e6 pedone del nero · g6 pedone del bianco · d5 re del nero · a4 torre del bianco · d4 cavallo del bianco · e4 alfiere del nero · g4 cavallo del bianco · e3 pedone del nero · d2 alfiere del nero · f2 donna del bianco | a8 alfiere del bianco · d8 re del bianco · e8 torre del bianco · e7 cavallo del nero · f7 torre del nero · b6 alfiere del bianco · c6 pedone del nero · d6 pedone del nero · e6 pedone del nero · g6 pedone del bianco · d5 re del nero · a4 torre del bianco · d4 cavallo del bianco · e4 alfiere del nero · g4 cavallo del bianco · e3 pedone del nero · d2 alfiere del nero · f2 donna del bianco | a8 alfiere del bianco · d8 re del bianco · e8 torre del bianco · e7 cavallo del nero · f7 torre del nero · b6 alfiere del bianco · c6 pedone del nero · d6 pedone del nero · e6 pedone del nero · g6 pedone del bianco · d5 re del nero · a4 torre del bianco · d4 cavallo del bianco · e4 alfiere del nero · g4 cavallo del bianco · e3 pedone del nero · d2 alfiere del nero · f2 donna del bianco | a8 alfiere del bianco · d8 re del bianco · e8 torre del bianco · e7 cavallo del nero · f7 torre del nero · b6 alfiere del bianco · c6 pedone del nero · d6 pedone del nero · e6 pedone del nero · g6 pedone del bianco · d5 re del nero · a4 torre del bianco · d4 cavallo del bianco · e4 alfiere del nero · g4 cavallo del bianco · e3 pedone del nero · d2 alfiere del nero · f2 donna del bianco | a8 alfiere del bianco · d8 re del bianco · e8 torre del bianco · e7 cavallo del nero · f7 torre del nero · b6 alfiere del bianco · c6 pedone del nero · d6 pedone del nero · e6 pedone del nero · g6 pedone del bianco · d5 re del nero · a4 torre del bianco · d4 cavallo del bianco · e4 alfiere del nero · g4 cavallo del bianco · e3 pedone del nero · d2 alfiere del nero · f2 donna del bianco | a8 alfiere del bianco · d8 re del bianco · e8 torre del bianco · e7 cavallo del nero · f7 torre del nero · b6 alfiere del bianco · c6 pedone del nero · d6 pedone del nero · e6 pedone del nero · g6 pedone del bianco · d5 re del nero · a4 torre del bianco · d4 cavallo del bianco · e4 alfiere del nero · g4 cavallo del bianco · e3 pedone del nero · d2 alfiere del nero · f2 donna del bianco | a8 alfiere del bianco · d8 re del bianco · e8 torre del bianco · e7 cavallo del nero · f7 torre del nero · b6 alfiere del bianco · c6 pedone del nero · d6 pedone del nero · e6 pedone del nero · g6 pedone del bianco · d5 re del nero · a4 torre del bianco · d4 cavallo del bianco · e4 alfiere del nero · g4 cavallo del bianco · e3 pedone del nero · d2 alfiere del nero · f2 donna del bianco | 7 |
| 6 | a8 alfiere del bianco · d8 re del bianco · e8 torre del bianco · e7 cavallo del nero · f7 torre del nero · b6 alfiere del bianco · c6 pedone del nero · d6 pedone del nero · e6 pedone del nero · g6 pedone del bianco · d5 re del nero · a4 torre del bianco · d4 cavallo del bianco · e4 alfiere del nero · g4 cavallo del bianco · e3 pedone del nero · d2 alfiere del nero · f2 donna del bianco | a8 alfiere del bianco · d8 re del bianco · e8 torre del bianco · e7 cavallo del nero · f7 torre del nero · b6 alfiere del bianco · c6 pedone del nero · d6 pedone del nero · e6 pedone del nero · g6 pedone del bianco · d5 re del nero · a4 torre del bianco · d4 cavallo del bianco · e4 alfiere del nero · g4 cavallo del bianco · e3 pedone del nero · d2 alfiere del nero · f2 donna del bianco | a8 alfiere del bianco · d8 re del bianco · e8 torre del bianco · e7 cavallo del nero · f7 torre del nero · b6 alfiere del bianco · c6 pedone del nero · d6 pedone del nero · e6 pedone del nero · g6 pedone del bianco · d5 re del nero · a4 torre del bianco · d4 cavallo del bianco · e4 alfiere del nero · g4 cavallo del bianco · e3 pedone del nero · d2 alfiere del nero · f2 donna del bianco | a8 alfiere del bianco · d8 re del bianco · e8 torre del bianco · e7 cavallo del nero · f7 torre del nero · b6 alfiere del bianco · c6 pedone del nero · d6 pedone del nero · e6 pedone del nero · g6 pedone del bianco · d5 re del nero · a4 torre del bianco · d4 cavallo del bianco · e4 alfiere del nero · g4 cavallo del bianco · e3 pedone del nero · d2 alfiere del nero · f2 donna del bianco | a8 alfiere del bianco · d8 re del bianco · e8 torre del bianco · e7 cavallo del nero · f7 torre del nero · b6 alfiere del bianco · c6 pedone del nero · d6 pedone del nero · e6 pedone del nero · g6 pedone del bianco · d5 re del nero · a4 torre del bianco · d4 cavallo del bianco · e4 alfiere del nero · g4 cavallo del bianco · e3 pedone del nero · d2 alfiere del nero · f2 donna del bianco | a8 alfiere del bianco · d8 re del bianco · e8 torre del bianco · e7 cavallo del nero · f7 torre del nero · b6 alfiere del bianco · c6 pedone del nero · d6 pedone del nero · e6 pedone del nero · g6 pedone del bianco · d5 re del nero · a4 torre del bianco · d4 cavallo del bianco · e4 alfiere del nero · g4 cavallo del bianco · e3 pedone del nero · d2 alfiere del nero · f2 donna del bianco | a8 alfiere del bianco · d8 re del bianco · e8 torre del bianco · e7 cavallo del nero · f7 torre del nero · b6 alfiere del bianco · c6 pedone del nero · d6 pedone del nero · e6 pedone del nero · g6 pedone del bianco · d5 re del nero · a4 torre del bianco · d4 cavallo del bianco · e4 alfiere del nero · g4 cavallo del bianco · e3 pedone del nero · d2 alfiere del nero · f2 donna del bianco | a8 alfiere del bianco · d8 re del bianco · e8 torre del bianco · e7 cavallo del nero · f7 torre del nero · b6 alfiere del bianco · c6 pedone del nero · d6 pedone del nero · e6 pedone del nero · g6 pedone del bianco · d5 re del nero · a4 torre del bianco · d4 cavallo del bianco · e4 alfiere del nero · g4 cavallo del bianco · e3 pedone del nero · d2 alfiere del nero · f2 donna del bianco | 6 |
| 5 | a8 alfiere del bianco · d8 re del bianco · e8 torre del bianco · e7 cavallo del nero · f7 torre del nero · b6 alfiere del bianco · c6 pedone del nero · d6 pedone del nero · e6 pedone del nero · g6 pedone del bianco · d5 re del nero · a4 torre del bianco · d4 cavallo del bianco · e4 alfiere del nero · g4 cavallo del bianco · e3 pedone del nero · d2 alfiere del nero · f2 donna del bianco | a8 alfiere del bianco · d8 re del bianco · e8 torre del bianco · e7 cavallo del nero · f7 torre del nero · b6 alfiere del bianco · c6 pedone del nero · d6 pedone del nero · e6 pedone del nero · g6 pedone del bianco · d5 re del nero · a4 torre del bianco · d4 cavallo del bianco · e4 alfiere del nero · g4 cavallo del bianco · e3 pedone del nero · d2 alfiere del nero · f2 donna del bianco | a8 alfiere del bianco · d8 re del bianco · e8 torre del bianco · e7 cavallo del nero · f7 torre del nero · b6 alfiere del bianco · c6 pedone del nero · d6 pedone del nero · e6 pedone del nero · g6 pedone del bianco · d5 re del nero · a4 torre del bianco · d4 cavallo del bianco · e4 alfiere del nero · g4 cavallo del bianco · e3 pedone del nero · d2 alfiere del nero · f2 donna del bianco | a8 alfiere del bianco · d8 re del bianco · e8 torre del bianco · e7 cavallo del nero · f7 torre del nero · b6 alfiere del bianco · c6 pedone del nero · d6 pedone del nero · e6 pedone del nero · g6 pedone del bianco · d5 re del nero · a4 torre del bianco · d4 cavallo del bianco · e4 alfiere del nero · g4 cavallo del bianco · e3 pedone del nero · d2 alfiere del nero · f2 donna del bianco | a8 alfiere del bianco · d8 re del bianco · e8 torre del bianco · e7 cavallo del nero · f7 torre del nero · b6 alfiere del bianco · c6 pedone del nero · d6 pedone del nero · e6 pedone del nero · g6 pedone del bianco · d5 re del nero · a4 torre del bianco · d4 cavallo del bianco · e4 alfiere del nero · g4 cavallo del bianco · e3 pedone del nero · d2 alfiere del nero · f2 donna del bianco | a8 alfiere del bianco · d8 re del bianco · e8 torre del bianco · e7 cavallo del nero · f7 torre del nero · b6 alfiere del bianco · c6 pedone del nero · d6 pedone del nero · e6 pedone del nero · g6 pedone del bianco · d5 re del nero · a4 torre del bianco · d4 cavallo del bianco · e4 alfiere del nero · g4 cavallo del bianco · e3 pedone del nero · d2 alfiere del nero · f2 donna del bianco | a8 alfiere del bianco · d8 re del bianco · e8 torre del bianco · e7 cavallo del nero · f7 torre del nero · b6 alfiere del bianco · c6 pedone del nero · d6 pedone del nero · e6 pedone del nero · g6 pedone del bianco · d5 re del nero · a4 torre del bianco · d4 cavallo del bianco · e4 alfiere del nero · g4 cavallo del bianco · e3 pedone del nero · d2 alfiere del nero · f2 donna del bianco | a8 alfiere del bianco · d8 re del bianco · e8 torre del bianco · e7 cavallo del nero · f7 torre del nero · b6 alfiere del bianco · c6 pedone del nero · d6 pedone del nero · e6 pedone del nero · g6 pedone del bianco · d5 re del nero · a4 torre del bianco · d4 cavallo del bianco · e4 alfiere del nero · g4 cavallo del bianco · e3 pedone del nero · d2 alfiere del nero · f2 donna del bianco | 5 |
| 4 | a8 alfiere del bianco · d8 re del bianco · e8 torre del bianco · e7 cavallo del nero · f7 torre del nero · b6 alfiere del bianco · c6 pedone del nero · d6 pedone del nero · e6 pedone del nero · g6 pedone del bianco · d5 re del nero · a4 torre del bianco · d4 cavallo del bianco · e4 alfiere del nero · g4 cavallo del bianco · e3 pedone del nero · d2 alfiere del nero · f2 donna del bianco | a8 alfiere del bianco · d8 re del bianco · e8 torre del bianco · e7 cavallo del nero · f7 torre del nero · b6 alfiere del bianco · c6 pedone del nero · d6 pedone del nero · e6 pedone del nero · g6 pedone del bianco · d5 re del nero · a4 torre del bianco · d4 cavallo del bianco · e4 alfiere del nero · g4 cavallo del bianco · e3 pedone del nero · d2 alfiere del nero · f2 donna del bianco | a8 alfiere del bianco · d8 re del bianco · e8 torre del bianco · e7 cavallo del nero · f7 torre del nero · b6 alfiere del bianco · c6 pedone del nero · d6 pedone del nero · e6 pedone del nero · g6 pedone del bianco · d5 re del nero · a4 torre del bianco · d4 cavallo del bianco · e4 alfiere del nero · g4 cavallo del bianco · e3 pedone del nero · d2 alfiere del nero · f2 donna del bianco | a8 alfiere del bianco · d8 re del bianco · e8 torre del bianco · e7 cavallo del nero · f7 torre del nero · b6 alfiere del bianco · c6 pedone del nero · d6 pedone del nero · e6 pedone del nero · g6 pedone del bianco · d5 re del nero · a4 torre del bianco · d4 cavallo del bianco · e4 alfiere del nero · g4 cavallo del bianco · e3 pedone del nero · d2 alfiere del nero · f2 donna del bianco | a8 alfiere del bianco · d8 re del bianco · e8 torre del bianco · e7 cavallo del nero · f7 torre del nero · b6 alfiere del bianco · c6 pedone del nero · d6 pedone del nero · e6 pedone del nero · g6 pedone del bianco · d5 re del nero · a4 torre del bianco · d4 cavallo del bianco · e4 alfiere del nero · g4 cavallo del bianco · e3 pedone del nero · d2 alfiere del nero · f2 donna del bianco | a8 alfiere del bianco · d8 re del bianco · e8 torre del bianco · e7 cavallo del nero · f7 torre del nero · b6 alfiere del bianco · c6 pedone del nero · d6 pedone del nero · e6 pedone del nero · g6 pedone del bianco · d5 re del nero · a4 torre del bianco · d4 cavallo del bianco · e4 alfiere del nero · g4 cavallo del bianco · e3 pedone del nero · d2 alfiere del nero · f2 donna del bianco | a8 alfiere del bianco · d8 re del bianco · e8 torre del bianco · e7 cavallo del nero · f7 torre del nero · b6 alfiere del bianco · c6 pedone del nero · d6 pedone del nero · e6 pedone del nero · g6 pedone del bianco · d5 re del nero · a4 torre del bianco · d4 cavallo del bianco · e4 alfiere del nero · g4 cavallo del bianco · e3 pedone del nero · d2 alfiere del nero · f2 donna del bianco | a8 alfiere del bianco · d8 re del bianco · e8 torre del bianco · e7 cavallo del nero · f7 torre del nero · b6 alfiere del bianco · c6 pedone del nero · d6 pedone del nero · e6 pedone del nero · g6 pedone del bianco · d5 re del nero · a4 torre del bianco · d4 cavallo del bianco · e4 alfiere del nero · g4 cavallo del bianco · e3 pedone del nero · d2 alfiere del nero · f2 donna del bianco | 4 |
| 3 | a8 alfiere del bianco · d8 re del bianco · e8 torre del bianco · e7 cavallo del nero · f7 torre del nero · b6 alfiere del bianco · c6 pedone del nero · d6 pedone del nero · e6 pedone del nero · g6 pedone del bianco · d5 re del nero · a4 torre del bianco · d4 cavallo del bianco · e4 alfiere del nero · g4 cavallo del bianco · e3 pedone del nero · d2 alfiere del nero · f2 donna del bianco | a8 alfiere del bianco · d8 re del bianco · e8 torre del bianco · e7 cavallo del nero · f7 torre del nero · b6 alfiere del bianco · c6 pedone del nero · d6 pedone del nero · e6 pedone del nero · g6 pedone del bianco · d5 re del nero · a4 torre del bianco · d4 cavallo del bianco · e4 alfiere del nero · g4 cavallo del bianco · e3 pedone del nero · d2 alfiere del nero · f2 donna del bianco | a8 alfiere del bianco · d8 re del bianco · e8 torre del bianco · e7 cavallo del nero · f7 torre del nero · b6 alfiere del bianco · c6 pedone del nero · d6 pedone del nero · e6 pedone del nero · g6 pedone del bianco · d5 re del nero · a4 torre del bianco · d4 cavallo del bianco · e4 alfiere del nero · g4 cavallo del bianco · e3 pedone del nero · d2 alfiere del nero · f2 donna del bianco | a8 alfiere del bianco · d8 re del bianco · e8 torre del bianco · e7 cavallo del nero · f7 torre del nero · b6 alfiere del bianco · c6 pedone del nero · d6 pedone del nero · e6 pedone del nero · g6 pedone del bianco · d5 re del nero · a4 torre del bianco · d4 cavallo del bianco · e4 alfiere del nero · g4 cavallo del bianco · e3 pedone del nero · d2 alfiere del nero · f2 donna del bianco | a8 alfiere del bianco · d8 re del bianco · e8 torre del bianco · e7 cavallo del nero · f7 torre del nero · b6 alfiere del bianco · c6 pedone del nero · d6 pedone del nero · e6 pedone del nero · g6 pedone del bianco · d5 re del nero · a4 torre del bianco · d4 cavallo del bianco · e4 alfiere del nero · g4 cavallo del bianco · e3 pedone del nero · d2 alfiere del nero · f2 donna del bianco | a8 alfiere del bianco · d8 re del bianco · e8 torre del bianco · e7 cavallo del nero · f7 torre del nero · b6 alfiere del bianco · c6 pedone del nero · d6 pedone del nero · e6 pedone del nero · g6 pedone del bianco · d5 re del nero · a4 torre del bianco · d4 cavallo del bianco · e4 alfiere del nero · g4 cavallo del bianco · e3 pedone del nero · d2 alfiere del nero · f2 donna del bianco | a8 alfiere del bianco · d8 re del bianco · e8 torre del bianco · e7 cavallo del nero · f7 torre del nero · b6 alfiere del bianco · c6 pedone del nero · d6 pedone del nero · e6 pedone del nero · g6 pedone del bianco · d5 re del nero · a4 torre del bianco · d4 cavallo del bianco · e4 alfiere del nero · g4 cavallo del bianco · e3 pedone del nero · d2 alfiere del nero · f2 donna del bianco | a8 alfiere del bianco · d8 re del bianco · e8 torre del bianco · e7 cavallo del nero · f7 torre del nero · b6 alfiere del bianco · c6 pedone del nero · d6 pedone del nero · e6 pedone del nero · g6 pedone del bianco · d5 re del nero · a4 torre del bianco · d4 cavallo del bianco · e4 alfiere del nero · g4 cavallo del bianco · e3 pedone del nero · d2 alfiere del nero · f2 donna del bianco | 3 |
| 2 | a8 alfiere del bianco · d8 re del bianco · e8 torre del bianco · e7 cavallo del nero · f7 torre del nero · b6 alfiere del bianco · c6 pedone del nero · d6 pedone del nero · e6 pedone del nero · g6 pedone del bianco · d5 re del nero · a4 torre del bianco · d4 cavallo del bianco · e4 alfiere del nero · g4 cavallo del bianco · e3 pedone del nero · d2 alfiere del nero · f2 donna del bianco | a8 alfiere del bianco · d8 re del bianco · e8 torre del bianco · e7 cavallo del nero · f7 torre del nero · b6 alfiere del bianco · c6 pedone del nero · d6 pedone del nero · e6 pedone del nero · g6 pedone del bianco · d5 re del nero · a4 torre del bianco · d4 cavallo del bianco · e4 alfiere del nero · g4 cavallo del bianco · e3 pedone del nero · d2 alfiere del nero · f2 donna del bianco | a8 alfiere del bianco · d8 re del bianco · e8 torre del bianco · e7 cavallo del nero · f7 torre del nero · b6 alfiere del bianco · c6 pedone del nero · d6 pedone del nero · e6 pedone del nero · g6 pedone del bianco · d5 re del nero · a4 torre del bianco · d4 cavallo del bianco · e4 alfiere del nero · g4 cavallo del bianco · e3 pedone del nero · d2 alfiere del nero · f2 donna del bianco | a8 alfiere del bianco · d8 re del bianco · e8 torre del bianco · e7 cavallo del nero · f7 torre del nero · b6 alfiere del bianco · c6 pedone del nero · d6 pedone del nero · e6 pedone del nero · g6 pedone del bianco · d5 re del nero · a4 torre del bianco · d4 cavallo del bianco · e4 alfiere del nero · g4 cavallo del bianco · e3 pedone del nero · d2 alfiere del nero · f2 donna del bianco | a8 alfiere del bianco · d8 re del bianco · e8 torre del bianco · e7 cavallo del nero · f7 torre del nero · b6 alfiere del bianco · c6 pedone del nero · d6 pedone del nero · e6 pedone del nero · g6 pedone del bianco · d5 re del nero · a4 torre del bianco · d4 cavallo del bianco · e4 alfiere del nero · g4 cavallo del bianco · e3 pedone del nero · d2 alfiere del nero · f2 donna del bianco | a8 alfiere del bianco · d8 re del bianco · e8 torre del bianco · e7 cavallo del nero · f7 torre del nero · b6 alfiere del bianco · c6 pedone del nero · d6 pedone del nero · e6 pedone del nero · g6 pedone del bianco · d5 re del nero · a4 torre del bianco · d4 cavallo del bianco · e4 alfiere del nero · g4 cavallo del bianco · e3 pedone del nero · d2 alfiere del nero · f2 donna del bianco | a8 alfiere del bianco · d8 re del bianco · e8 torre del bianco · e7 cavallo del nero · f7 torre del nero · b6 alfiere del bianco · c6 pedone del nero · d6 pedone del nero · e6 pedone del nero · g6 pedone del bianco · d5 re del nero · a4 torre del bianco · d4 cavallo del bianco · e4 alfiere del nero · g4 cavallo del bianco · e3 pedone del nero · d2 alfiere del nero · f2 donna del bianco | a8 alfiere del bianco · d8 re del bianco · e8 torre del bianco · e7 cavallo del nero · f7 torre del nero · b6 alfiere del bianco · c6 pedone del nero · d6 pedone del nero · e6 pedone del nero · g6 pedone del bianco · d5 re del nero · a4 torre del bianco · d4 cavallo del bianco · e4 alfiere del nero · g4 cavallo del bianco · e3 pedone del nero · d2 alfiere del nero · f2 donna del bianco | 2 |
| 1 | a8 alfiere del bianco · d8 re del bianco · e8 torre del bianco · e7 cavallo del nero · f7 torre del nero · b6 alfiere del bianco · c6 pedone del nero · d6 pedone del nero · e6 pedone del nero · g6 pedone del bianco · d5 re del nero · a4 torre del bianco · d4 cavallo del bianco · e4 alfiere del nero · g4 cavallo del bianco · e3 pedone del nero · d2 alfiere del nero · f2 donna del bianco | a8 alfiere del bianco · d8 re del bianco · e8 torre del bianco · e7 cavallo del nero · f7 torre del nero · b6 alfiere del bianco · c6 pedone del nero · d6 pedone del nero · e6 pedone del nero · g6 pedone del bianco · d5 re del nero · a4 torre del bianco · d4 cavallo del bianco · e4 alfiere del nero · g4 cavallo del bianco · e3 pedone del nero · d2 alfiere del nero · f2 donna del bianco | a8 alfiere del bianco · d8 re del bianco · e8 torre del bianco · e7 cavallo del nero · f7 torre del nero · b6 alfiere del bianco · c6 pedone del nero · d6 pedone del nero · e6 pedone del nero · g6 pedone del bianco · d5 re del nero · a4 torre del bianco · d4 cavallo del bianco · e4 alfiere del nero · g4 cavallo del bianco · e3 pedone del nero · d2 alfiere del nero · f2 donna del bianco | a8 alfiere del bianco · d8 re del bianco · e8 torre del bianco · e7 cavallo del nero · f7 torre del nero · b6 alfiere del bianco · c6 pedone del nero · d6 pedone del nero · e6 pedone del nero · g6 pedone del bianco · d5 re del nero · a4 torre del bianco · d4 cavallo del bianco · e4 alfiere del nero · g4 cavallo del bianco · e3 pedone del nero · d2 alfiere del nero · f2 donna del bianco | a8 alfiere del bianco · d8 re del bianco · e8 torre del bianco · e7 cavallo del nero · f7 torre del nero · b6 alfiere del bianco · c6 pedone del nero · d6 pedone del nero · e6 pedone del nero · g6 pedone del bianco · d5 re del nero · a4 torre del bianco · d4 cavallo del bianco · e4 alfiere del nero · g4 cavallo del bianco · e3 pedone del nero · d2 alfiere del nero · f2 donna del bianco | a8 alfiere del bianco · d8 re del bianco · e8 torre del bianco · e7 cavallo del nero · f7 torre del nero · b6 alfiere del bianco · c6 pedone del nero · d6 pedone del nero · e6 pedone del nero · g6 pedone del bianco · d5 re del nero · a4 torre del bianco · d4 cavallo del bianco · e4 alfiere del nero · g4 cavallo del bianco · e3 pedone del nero · d2 alfiere del nero · f2 donna del bianco | a8 alfiere del bianco · d8 re del bianco · e8 torre del bianco · e7 cavallo del nero · f7 torre del nero · b6 alfiere del bianco · c6 pedone del nero · d6 pedone del nero · e6 pedone del nero · g6 pedone del bianco · d5 re del nero · a4 torre del bianco · d4 cavallo del bianco · e4 alfiere del nero · g4 cavallo del bianco · e3 pedone del nero · d2 alfiere del nero · f2 donna del bianco | a8 alfiere del bianco · d8 re del bianco · e8 torre del bianco · e7 cavallo del nero · f7 torre del nero · b6 alfiere del bianco · c6 pedone del nero · d6 pedone del nero · e6 pedone del nero · g6 pedone del bianco · d5 re del nero · a4 torre del bianco · d4 cavallo del bianco · e4 alfiere del nero · g4 cavallo del bianco · e3 pedone del nero · d2 alfiere del nero · f2 donna del bianco | 1 |
|   | a | b | c | d | e | f | g | h |   |

Soluzione:
Tentativi: 1. Ce2?  ...Ab4! 

1. Cc2/b5?  ...Cf5!
1. Cxe6 !  (2. Cc7#) 

1. ...Cf5  2. Cf4# 

1. ...Rxe6  2. Dxf7# 

1. ...Ab4  2. Da2# 

|   | a | b | c | d | e | f | g | h |   |
| 8 | a8 re del bianco · a7 pedone del nero · d6 torre del bianco · g6 donna del bianco · a5 pedone del nero · b5 re del nero · d5 alfiere del bianco · a4 pedone del nero · e4 torre del nero · a3 alfiere del bianco · d3 pedone del bianco · b2 cavallo del bianco · b1 torre del bianco · d1 donna del nero · h1 alfiere del nero | a8 re del bianco · a7 pedone del nero · d6 torre del bianco · g6 donna del bianco · a5 pedone del nero · b5 re del nero · d5 alfiere del bianco · a4 pedone del nero · e4 torre del nero · a3 alfiere del bianco · d3 pedone del bianco · b2 cavallo del bianco · b1 torre del bianco · d1 donna del nero · h1 alfiere del nero | a8 re del bianco · a7 pedone del nero · d6 torre del bianco · g6 donna del bianco · a5 pedone del nero · b5 re del nero · d5 alfiere del bianco · a4 pedone del nero · e4 torre del nero · a3 alfiere del bianco · d3 pedone del bianco · b2 cavallo del bianco · b1 torre del bianco · d1 donna del nero · h1 alfiere del nero | a8 re del bianco · a7 pedone del nero · d6 torre del bianco · g6 donna del bianco · a5 pedone del nero · b5 re del nero · d5 alfiere del bianco · a4 pedone del nero · e4 torre del nero · a3 alfiere del bianco · d3 pedone del bianco · b2 cavallo del bianco · b1 torre del bianco · d1 donna del nero · h1 alfiere del nero | a8 re del bianco · a7 pedone del nero · d6 torre del bianco · g6 donna del bianco · a5 pedone del nero · b5 re del nero · d5 alfiere del bianco · a4 pedone del nero · e4 torre del nero · a3 alfiere del bianco · d3 pedone del bianco · b2 cavallo del bianco · b1 torre del bianco · d1 donna del nero · h1 alfiere del nero | a8 re del bianco · a7 pedone del nero · d6 torre del bianco · g6 donna del bianco · a5 pedone del nero · b5 re del nero · d5 alfiere del bianco · a4 pedone del nero · e4 torre del nero · a3 alfiere del bianco · d3 pedone del bianco · b2 cavallo del bianco · b1 torre del bianco · d1 donna del nero · h1 alfiere del nero | a8 re del bianco · a7 pedone del nero · d6 torre del bianco · g6 donna del bianco · a5 pedone del nero · b5 re del nero · d5 alfiere del bianco · a4 pedone del nero · e4 torre del nero · a3 alfiere del bianco · d3 pedone del bianco · b2 cavallo del bianco · b1 torre del bianco · d1 donna del nero · h1 alfiere del nero | a8 re del bianco · a7 pedone del nero · d6 torre del bianco · g6 donna del bianco · a5 pedone del nero · b5 re del nero · d5 alfiere del bianco · a4 pedone del nero · e4 torre del nero · a3 alfiere del bianco · d3 pedone del bianco · b2 cavallo del bianco · b1 torre del bianco · d1 donna del nero · h1 alfiere del nero | 8 |
| 7 | a8 re del bianco · a7 pedone del nero · d6 torre del bianco · g6 donna del bianco · a5 pedone del nero · b5 re del nero · d5 alfiere del bianco · a4 pedone del nero · e4 torre del nero · a3 alfiere del bianco · d3 pedone del bianco · b2 cavallo del bianco · b1 torre del bianco · d1 donna del nero · h1 alfiere del nero | a8 re del bianco · a7 pedone del nero · d6 torre del bianco · g6 donna del bianco · a5 pedone del nero · b5 re del nero · d5 alfiere del bianco · a4 pedone del nero · e4 torre del nero · a3 alfiere del bianco · d3 pedone del bianco · b2 cavallo del bianco · b1 torre del bianco · d1 donna del nero · h1 alfiere del nero | a8 re del bianco · a7 pedone del nero · d6 torre del bianco · g6 donna del bianco · a5 pedone del nero · b5 re del nero · d5 alfiere del bianco · a4 pedone del nero · e4 torre del nero · a3 alfiere del bianco · d3 pedone del bianco · b2 cavallo del bianco · b1 torre del bianco · d1 donna del nero · h1 alfiere del nero | a8 re del bianco · a7 pedone del nero · d6 torre del bianco · g6 donna del bianco · a5 pedone del nero · b5 re del nero · d5 alfiere del bianco · a4 pedone del nero · e4 torre del nero · a3 alfiere del bianco · d3 pedone del bianco · b2 cavallo del bianco · b1 torre del bianco · d1 donna del nero · h1 alfiere del nero | a8 re del bianco · a7 pedone del nero · d6 torre del bianco · g6 donna del bianco · a5 pedone del nero · b5 re del nero · d5 alfiere del bianco · a4 pedone del nero · e4 torre del nero · a3 alfiere del bianco · d3 pedone del bianco · b2 cavallo del bianco · b1 torre del bianco · d1 donna del nero · h1 alfiere del nero | a8 re del bianco · a7 pedone del nero · d6 torre del bianco · g6 donna del bianco · a5 pedone del nero · b5 re del nero · d5 alfiere del bianco · a4 pedone del nero · e4 torre del nero · a3 alfiere del bianco · d3 pedone del bianco · b2 cavallo del bianco · b1 torre del bianco · d1 donna del nero · h1 alfiere del nero | a8 re del bianco · a7 pedone del nero · d6 torre del bianco · g6 donna del bianco · a5 pedone del nero · b5 re del nero · d5 alfiere del bianco · a4 pedone del nero · e4 torre del nero · a3 alfiere del bianco · d3 pedone del bianco · b2 cavallo del bianco · b1 torre del bianco · d1 donna del nero · h1 alfiere del nero | a8 re del bianco · a7 pedone del nero · d6 torre del bianco · g6 donna del bianco · a5 pedone del nero · b5 re del nero · d5 alfiere del bianco · a4 pedone del nero · e4 torre del nero · a3 alfiere del bianco · d3 pedone del bianco · b2 cavallo del bianco · b1 torre del bianco · d1 donna del nero · h1 alfiere del nero | 7 |
| 6 | a8 re del bianco · a7 pedone del nero · d6 torre del bianco · g6 donna del bianco · a5 pedone del nero · b5 re del nero · d5 alfiere del bianco · a4 pedone del nero · e4 torre del nero · a3 alfiere del bianco · d3 pedone del bianco · b2 cavallo del bianco · b1 torre del bianco · d1 donna del nero · h1 alfiere del nero | a8 re del bianco · a7 pedone del nero · d6 torre del bianco · g6 donna del bianco · a5 pedone del nero · b5 re del nero · d5 alfiere del bianco · a4 pedone del nero · e4 torre del nero · a3 alfiere del bianco · d3 pedone del bianco · b2 cavallo del bianco · b1 torre del bianco · d1 donna del nero · h1 alfiere del nero | a8 re del bianco · a7 pedone del nero · d6 torre del bianco · g6 donna del bianco · a5 pedone del nero · b5 re del nero · d5 alfiere del bianco · a4 pedone del nero · e4 torre del nero · a3 alfiere del bianco · d3 pedone del bianco · b2 cavallo del bianco · b1 torre del bianco · d1 donna del nero · h1 alfiere del nero | a8 re del bianco · a7 pedone del nero · d6 torre del bianco · g6 donna del bianco · a5 pedone del nero · b5 re del nero · d5 alfiere del bianco · a4 pedone del nero · e4 torre del nero · a3 alfiere del bianco · d3 pedone del bianco · b2 cavallo del bianco · b1 torre del bianco · d1 donna del nero · h1 alfiere del nero | a8 re del bianco · a7 pedone del nero · d6 torre del bianco · g6 donna del bianco · a5 pedone del nero · b5 re del nero · d5 alfiere del bianco · a4 pedone del nero · e4 torre del nero · a3 alfiere del bianco · d3 pedone del bianco · b2 cavallo del bianco · b1 torre del bianco · d1 donna del nero · h1 alfiere del nero | a8 re del bianco · a7 pedone del nero · d6 torre del bianco · g6 donna del bianco · a5 pedone del nero · b5 re del nero · d5 alfiere del bianco · a4 pedone del nero · e4 torre del nero · a3 alfiere del bianco · d3 pedone del bianco · b2 cavallo del bianco · b1 torre del bianco · d1 donna del nero · h1 alfiere del nero | a8 re del bianco · a7 pedone del nero · d6 torre del bianco · g6 donna del bianco · a5 pedone del nero · b5 re del nero · d5 alfiere del bianco · a4 pedone del nero · e4 torre del nero · a3 alfiere del bianco · d3 pedone del bianco · b2 cavallo del bianco · b1 torre del bianco · d1 donna del nero · h1 alfiere del nero | a8 re del bianco · a7 pedone del nero · d6 torre del bianco · g6 donna del bianco · a5 pedone del nero · b5 re del nero · d5 alfiere del bianco · a4 pedone del nero · e4 torre del nero · a3 alfiere del bianco · d3 pedone del bianco · b2 cavallo del bianco · b1 torre del bianco · d1 donna del nero · h1 alfiere del nero | 6 |
| 5 | a8 re del bianco · a7 pedone del nero · d6 torre del bianco · g6 donna del bianco · a5 pedone del nero · b5 re del nero · d5 alfiere del bianco · a4 pedone del nero · e4 torre del nero · a3 alfiere del bianco · d3 pedone del bianco · b2 cavallo del bianco · b1 torre del bianco · d1 donna del nero · h1 alfiere del nero | a8 re del bianco · a7 pedone del nero · d6 torre del bianco · g6 donna del bianco · a5 pedone del nero · b5 re del nero · d5 alfiere del bianco · a4 pedone del nero · e4 torre del nero · a3 alfiere del bianco · d3 pedone del bianco · b2 cavallo del bianco · b1 torre del bianco · d1 donna del nero · h1 alfiere del nero | a8 re del bianco · a7 pedone del nero · d6 torre del bianco · g6 donna del bianco · a5 pedone del nero · b5 re del nero · d5 alfiere del bianco · a4 pedone del nero · e4 torre del nero · a3 alfiere del bianco · d3 pedone del bianco · b2 cavallo del bianco · b1 torre del bianco · d1 donna del nero · h1 alfiere del nero | a8 re del bianco · a7 pedone del nero · d6 torre del bianco · g6 donna del bianco · a5 pedone del nero · b5 re del nero · d5 alfiere del bianco · a4 pedone del nero · e4 torre del nero · a3 alfiere del bianco · d3 pedone del bianco · b2 cavallo del bianco · b1 torre del bianco · d1 donna del nero · h1 alfiere del nero | a8 re del bianco · a7 pedone del nero · d6 torre del bianco · g6 donna del bianco · a5 pedone del nero · b5 re del nero · d5 alfiere del bianco · a4 pedone del nero · e4 torre del nero · a3 alfiere del bianco · d3 pedone del bianco · b2 cavallo del bianco · b1 torre del bianco · d1 donna del nero · h1 alfiere del nero | a8 re del bianco · a7 pedone del nero · d6 torre del bianco · g6 donna del bianco · a5 pedone del nero · b5 re del nero · d5 alfiere del bianco · a4 pedone del nero · e4 torre del nero · a3 alfiere del bianco · d3 pedone del bianco · b2 cavallo del bianco · b1 torre del bianco · d1 donna del nero · h1 alfiere del nero | a8 re del bianco · a7 pedone del nero · d6 torre del bianco · g6 donna del bianco · a5 pedone del nero · b5 re del nero · d5 alfiere del bianco · a4 pedone del nero · e4 torre del nero · a3 alfiere del bianco · d3 pedone del bianco · b2 cavallo del bianco · b1 torre del bianco · d1 donna del nero · h1 alfiere del nero | a8 re del bianco · a7 pedone del nero · d6 torre del bianco · g6 donna del bianco · a5 pedone del nero · b5 re del nero · d5 alfiere del bianco · a4 pedone del nero · e4 torre del nero · a3 alfiere del bianco · d3 pedone del bianco · b2 cavallo del bianco · b1 torre del bianco · d1 donna del nero · h1 alfiere del nero | 5 |
| 4 | a8 re del bianco · a7 pedone del nero · d6 torre del bianco · g6 donna del bianco · a5 pedone del nero · b5 re del nero · d5 alfiere del bianco · a4 pedone del nero · e4 torre del nero · a3 alfiere del bianco · d3 pedone del bianco · b2 cavallo del bianco · b1 torre del bianco · d1 donna del nero · h1 alfiere del nero | a8 re del bianco · a7 pedone del nero · d6 torre del bianco · g6 donna del bianco · a5 pedone del nero · b5 re del nero · d5 alfiere del bianco · a4 pedone del nero · e4 torre del nero · a3 alfiere del bianco · d3 pedone del bianco · b2 cavallo del bianco · b1 torre del bianco · d1 donna del nero · h1 alfiere del nero | a8 re del bianco · a7 pedone del nero · d6 torre del bianco · g6 donna del bianco · a5 pedone del nero · b5 re del nero · d5 alfiere del bianco · a4 pedone del nero · e4 torre del nero · a3 alfiere del bianco · d3 pedone del bianco · b2 cavallo del bianco · b1 torre del bianco · d1 donna del nero · h1 alfiere del nero | a8 re del bianco · a7 pedone del nero · d6 torre del bianco · g6 donna del bianco · a5 pedone del nero · b5 re del nero · d5 alfiere del bianco · a4 pedone del nero · e4 torre del nero · a3 alfiere del bianco · d3 pedone del bianco · b2 cavallo del bianco · b1 torre del bianco · d1 donna del nero · h1 alfiere del nero | a8 re del bianco · a7 pedone del nero · d6 torre del bianco · g6 donna del bianco · a5 pedone del nero · b5 re del nero · d5 alfiere del bianco · a4 pedone del nero · e4 torre del nero · a3 alfiere del bianco · d3 pedone del bianco · b2 cavallo del bianco · b1 torre del bianco · d1 donna del nero · h1 alfiere del nero | a8 re del bianco · a7 pedone del nero · d6 torre del bianco · g6 donna del bianco · a5 pedone del nero · b5 re del nero · d5 alfiere del bianco · a4 pedone del nero · e4 torre del nero · a3 alfiere del bianco · d3 pedone del bianco · b2 cavallo del bianco · b1 torre del bianco · d1 donna del nero · h1 alfiere del nero | a8 re del bianco · a7 pedone del nero · d6 torre del bianco · g6 donna del bianco · a5 pedone del nero · b5 re del nero · d5 alfiere del bianco · a4 pedone del nero · e4 torre del nero · a3 alfiere del bianco · d3 pedone del bianco · b2 cavallo del bianco · b1 torre del bianco · d1 donna del nero · h1 alfiere del nero | a8 re del bianco · a7 pedone del nero · d6 torre del bianco · g6 donna del bianco · a5 pedone del nero · b5 re del nero · d5 alfiere del bianco · a4 pedone del nero · e4 torre del nero · a3 alfiere del bianco · d3 pedone del bianco · b2 cavallo del bianco · b1 torre del bianco · d1 donna del nero · h1 alfiere del nero | 4 |
| 3 | a8 re del bianco · a7 pedone del nero · d6 torre del bianco · g6 donna del bianco · a5 pedone del nero · b5 re del nero · d5 alfiere del bianco · a4 pedone del nero · e4 torre del nero · a3 alfiere del bianco · d3 pedone del bianco · b2 cavallo del bianco · b1 torre del bianco · d1 donna del nero · h1 alfiere del nero | a8 re del bianco · a7 pedone del nero · d6 torre del bianco · g6 donna del bianco · a5 pedone del nero · b5 re del nero · d5 alfiere del bianco · a4 pedone del nero · e4 torre del nero · a3 alfiere del bianco · d3 pedone del bianco · b2 cavallo del bianco · b1 torre del bianco · d1 donna del nero · h1 alfiere del nero | a8 re del bianco · a7 pedone del nero · d6 torre del bianco · g6 donna del bianco · a5 pedone del nero · b5 re del nero · d5 alfiere del bianco · a4 pedone del nero · e4 torre del nero · a3 alfiere del bianco · d3 pedone del bianco · b2 cavallo del bianco · b1 torre del bianco · d1 donna del nero · h1 alfiere del nero | a8 re del bianco · a7 pedone del nero · d6 torre del bianco · g6 donna del bianco · a5 pedone del nero · b5 re del nero · d5 alfiere del bianco · a4 pedone del nero · e4 torre del nero · a3 alfiere del bianco · d3 pedone del bianco · b2 cavallo del bianco · b1 torre del bianco · d1 donna del nero · h1 alfiere del nero | a8 re del bianco · a7 pedone del nero · d6 torre del bianco · g6 donna del bianco · a5 pedone del nero · b5 re del nero · d5 alfiere del bianco · a4 pedone del nero · e4 torre del nero · a3 alfiere del bianco · d3 pedone del bianco · b2 cavallo del bianco · b1 torre del bianco · d1 donna del nero · h1 alfiere del nero | a8 re del bianco · a7 pedone del nero · d6 torre del bianco · g6 donna del bianco · a5 pedone del nero · b5 re del nero · d5 alfiere del bianco · a4 pedone del nero · e4 torre del nero · a3 alfiere del bianco · d3 pedone del bianco · b2 cavallo del bianco · b1 torre del bianco · d1 donna del nero · h1 alfiere del nero | a8 re del bianco · a7 pedone del nero · d6 torre del bianco · g6 donna del bianco · a5 pedone del nero · b5 re del nero · d5 alfiere del bianco · a4 pedone del nero · e4 torre del nero · a3 alfiere del bianco · d3 pedone del bianco · b2 cavallo del bianco · b1 torre del bianco · d1 donna del nero · h1 alfiere del nero | a8 re del bianco · a7 pedone del nero · d6 torre del bianco · g6 donna del bianco · a5 pedone del nero · b5 re del nero · d5 alfiere del bianco · a4 pedone del nero · e4 torre del nero · a3 alfiere del bianco · d3 pedone del bianco · b2 cavallo del bianco · b1 torre del bianco · d1 donna del nero · h1 alfiere del nero | 3 |
| 2 | a8 re del bianco · a7 pedone del nero · d6 torre del bianco · g6 donna del bianco · a5 pedone del nero · b5 re del nero · d5 alfiere del bianco · a4 pedone del nero · e4 torre del nero · a3 alfiere del bianco · d3 pedone del bianco · b2 cavallo del bianco · b1 torre del bianco · d1 donna del nero · h1 alfiere del nero | a8 re del bianco · a7 pedone del nero · d6 torre del bianco · g6 donna del bianco · a5 pedone del nero · b5 re del nero · d5 alfiere del bianco · a4 pedone del nero · e4 torre del nero · a3 alfiere del bianco · d3 pedone del bianco · b2 cavallo del bianco · b1 torre del bianco · d1 donna del nero · h1 alfiere del nero | a8 re del bianco · a7 pedone del nero · d6 torre del bianco · g6 donna del bianco · a5 pedone del nero · b5 re del nero · d5 alfiere del bianco · a4 pedone del nero · e4 torre del nero · a3 alfiere del bianco · d3 pedone del bianco · b2 cavallo del bianco · b1 torre del bianco · d1 donna del nero · h1 alfiere del nero | a8 re del bianco · a7 pedone del nero · d6 torre del bianco · g6 donna del bianco · a5 pedone del nero · b5 re del nero · d5 alfiere del bianco · a4 pedone del nero · e4 torre del nero · a3 alfiere del bianco · d3 pedone del bianco · b2 cavallo del bianco · b1 torre del bianco · d1 donna del nero · h1 alfiere del nero | a8 re del bianco · a7 pedone del nero · d6 torre del bianco · g6 donna del bianco · a5 pedone del nero · b5 re del nero · d5 alfiere del bianco · a4 pedone del nero · e4 torre del nero · a3 alfiere del bianco · d3 pedone del bianco · b2 cavallo del bianco · b1 torre del bianco · d1 donna del nero · h1 alfiere del nero | a8 re del bianco · a7 pedone del nero · d6 torre del bianco · g6 donna del bianco · a5 pedone del nero · b5 re del nero · d5 alfiere del bianco · a4 pedone del nero · e4 torre del nero · a3 alfiere del bianco · d3 pedone del bianco · b2 cavallo del bianco · b1 torre del bianco · d1 donna del nero · h1 alfiere del nero | a8 re del bianco · a7 pedone del nero · d6 torre del bianco · g6 donna del bianco · a5 pedone del nero · b5 re del nero · d5 alfiere del bianco · a4 pedone del nero · e4 torre del nero · a3 alfiere del bianco · d3 pedone del bianco · b2 cavallo del bianco · b1 torre del bianco · d1 donna del nero · h1 alfiere del nero | a8 re del bianco · a7 pedone del nero · d6 torre del bianco · g6 donna del bianco · a5 pedone del nero · b5 re del nero · d5 alfiere del bianco · a4 pedone del nero · e4 torre del nero · a3 alfiere del bianco · d3 pedone del bianco · b2 cavallo del bianco · b1 torre del bianco · d1 donna del nero · h1 alfiere del nero | 2 |
| 1 | a8 re del bianco · a7 pedone del nero · d6 torre del bianco · g6 donna del bianco · a5 pedone del nero · b5 re del nero · d5 alfiere del bianco · a4 pedone del nero · e4 torre del nero · a3 alfiere del bianco · d3 pedone del bianco · b2 cavallo del bianco · b1 torre del bianco · d1 donna del nero · h1 alfiere del nero | a8 re del bianco · a7 pedone del nero · d6 torre del bianco · g6 donna del bianco · a5 pedone del nero · b5 re del nero · d5 alfiere del bianco · a4 pedone del nero · e4 torre del nero · a3 alfiere del bianco · d3 pedone del bianco · b2 cavallo del bianco · b1 torre del bianco · d1 donna del nero · h1 alfiere del nero | a8 re del bianco · a7 pedone del nero · d6 torre del bianco · g6 donna del bianco · a5 pedone del nero · b5 re del nero · d5 alfiere del bianco · a4 pedone del nero · e4 torre del nero · a3 alfiere del bianco · d3 pedone del bianco · b2 cavallo del bianco · b1 torre del bianco · d1 donna del nero · h1 alfiere del nero | a8 re del bianco · a7 pedone del nero · d6 torre del bianco · g6 donna del bianco · a5 pedone del nero · b5 re del nero · d5 alfiere del bianco · a4 pedone del nero · e4 torre del nero · a3 alfiere del bianco · d3 pedone del bianco · b2 cavallo del bianco · b1 torre del bianco · d1 donna del nero · h1 alfiere del nero | a8 re del bianco · a7 pedone del nero · d6 torre del bianco · g6 donna del bianco · a5 pedone del nero · b5 re del nero · d5 alfiere del bianco · a4 pedone del nero · e4 torre del nero · a3 alfiere del bianco · d3 pedone del bianco · b2 cavallo del bianco · b1 torre del bianco · d1 donna del nero · h1 alfiere del nero | a8 re del bianco · a7 pedone del nero · d6 torre del bianco · g6 donna del bianco · a5 pedone del nero · b5 re del nero · d5 alfiere del bianco · a4 pedone del nero · e4 torre del nero · a3 alfiere del bianco · d3 pedone del bianco · b2 cavallo del bianco · b1 torre del bianco · d1 donna del nero · h1 alfiere del nero | a8 re del bianco · a7 pedone del nero · d6 torre del bianco · g6 donna del bianco · a5 pedone del nero · b5 re del nero · d5 alfiere del bianco · a4 pedone del nero · e4 torre del nero · a3 alfiere del bianco · d3 pedone del bianco · b2 cavallo del bianco · b1 torre del bianco · d1 donna del nero · h1 alfiere del nero | a8 re del bianco · a7 pedone del nero · d6 torre del bianco · g6 donna del bianco · a5 pedone del nero · b5 re del nero · d5 alfiere del bianco · a4 pedone del nero · e4 torre del nero · a3 alfiere del bianco · d3 pedone del bianco · b2 cavallo del bianco · b1 torre del bianco · d1 donna del nero · h1 alfiere del nero | 1 |
|   | a | b | c | d | e | f | g | h |   |

Soluzione:
 1. Dh5 !  (2. Ac4#) 

1. ...Dxh5 2. Cc4# 

1. ...Te3/e1/e5/e6/e7 2. Cxd1# 

1. ...Te2 2. Ae4# 

## Galleria d'immagini

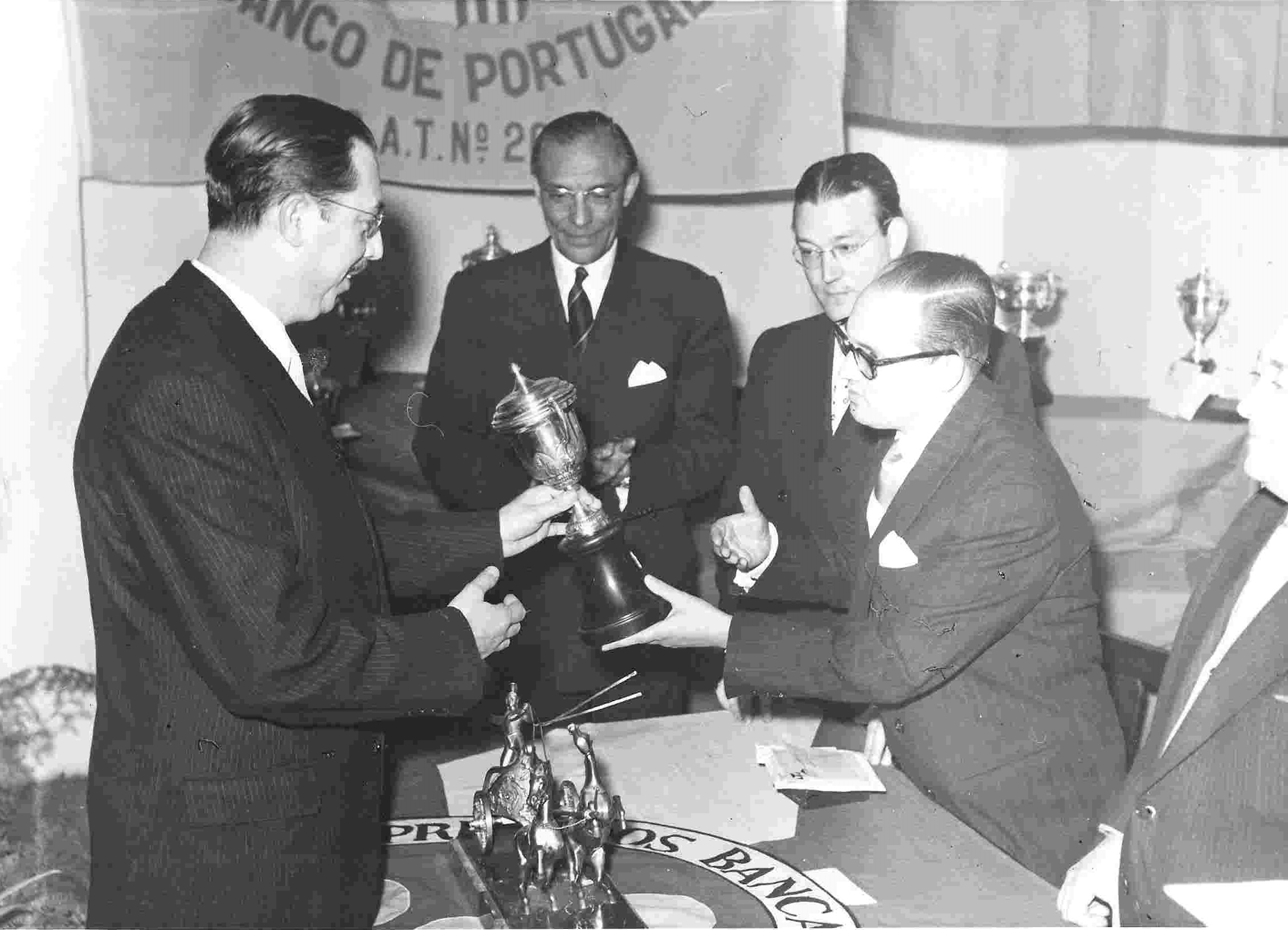
Premiato per il 1º posto in un torneo (1957)
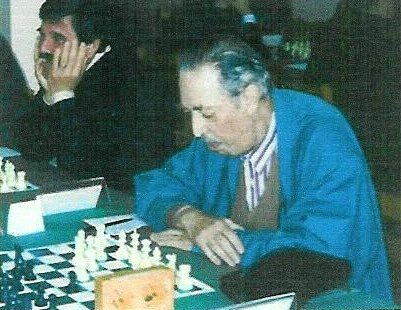
A 78 anni in un torneo